# 聖葆麗天主堂 (納米比亞)

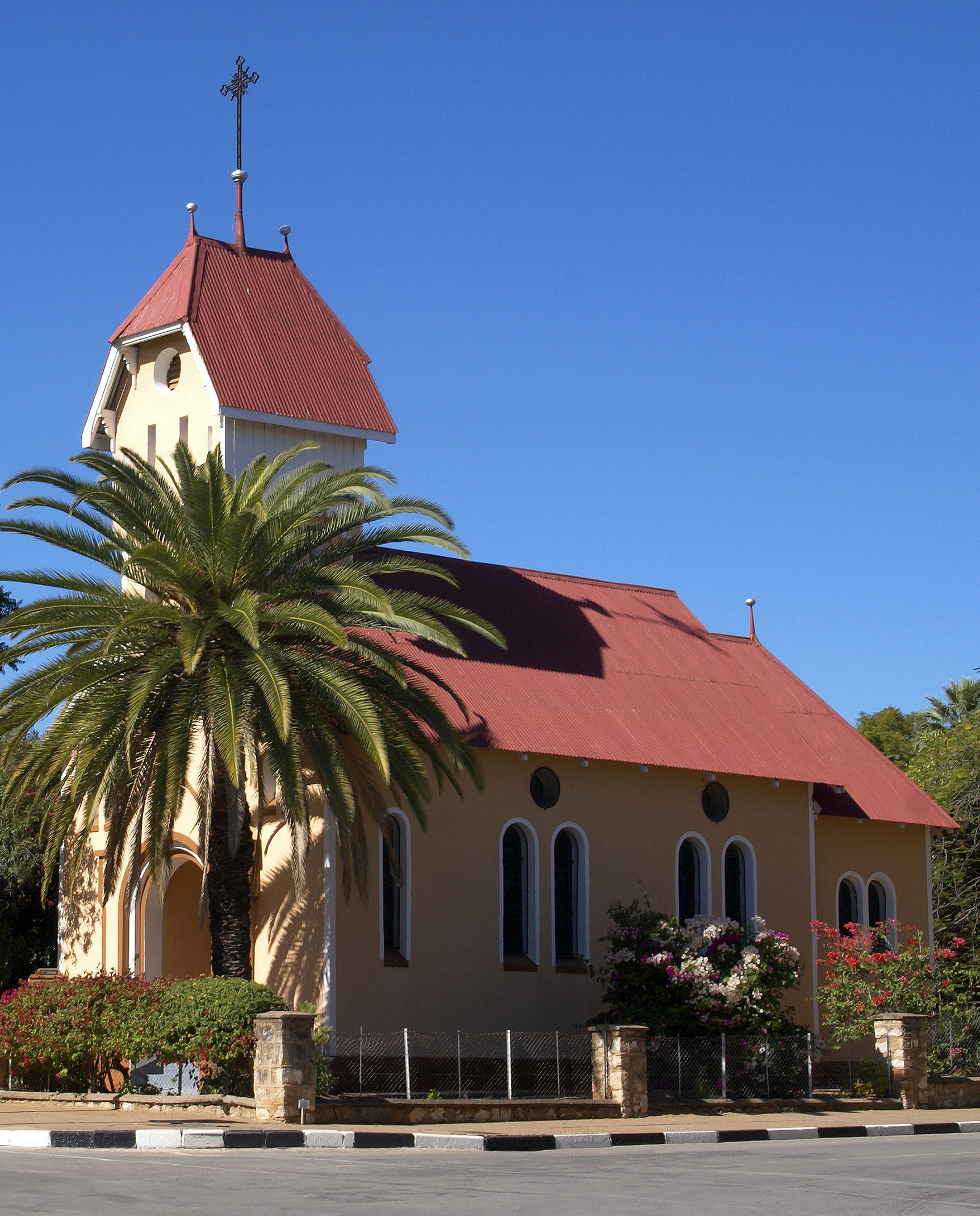
教堂位於促美布

聖葆麗天主堂（英語：St. Barbara Catholic Church）是納米比亞奧希科托區促美布市中心的一座天主教堂，於1914年由德屬西南非政府建造，供奉礦工的主保聖葆麗（促美布的經濟以採礦業為主）。